# Finsterforst
Finsterforst est un groupe de folk metal allemand, originaire de Forêt-Noire, en Bade-Wurtemberg. Les paroles traitent de la nature et de mythes allemands. Le nom du groupe veut dire « Forêt sombre » en allemand, en référence immédiate avec l'origine du groupe, Forêt-Noire. Le groupe utilise notamment en sus des instruments classiques des mélodies à l'accordéon, ainsi qu'au hautbois et le tin whistle. Pendant les concerts, ces instruments sont joués au clavier.

## Biographie

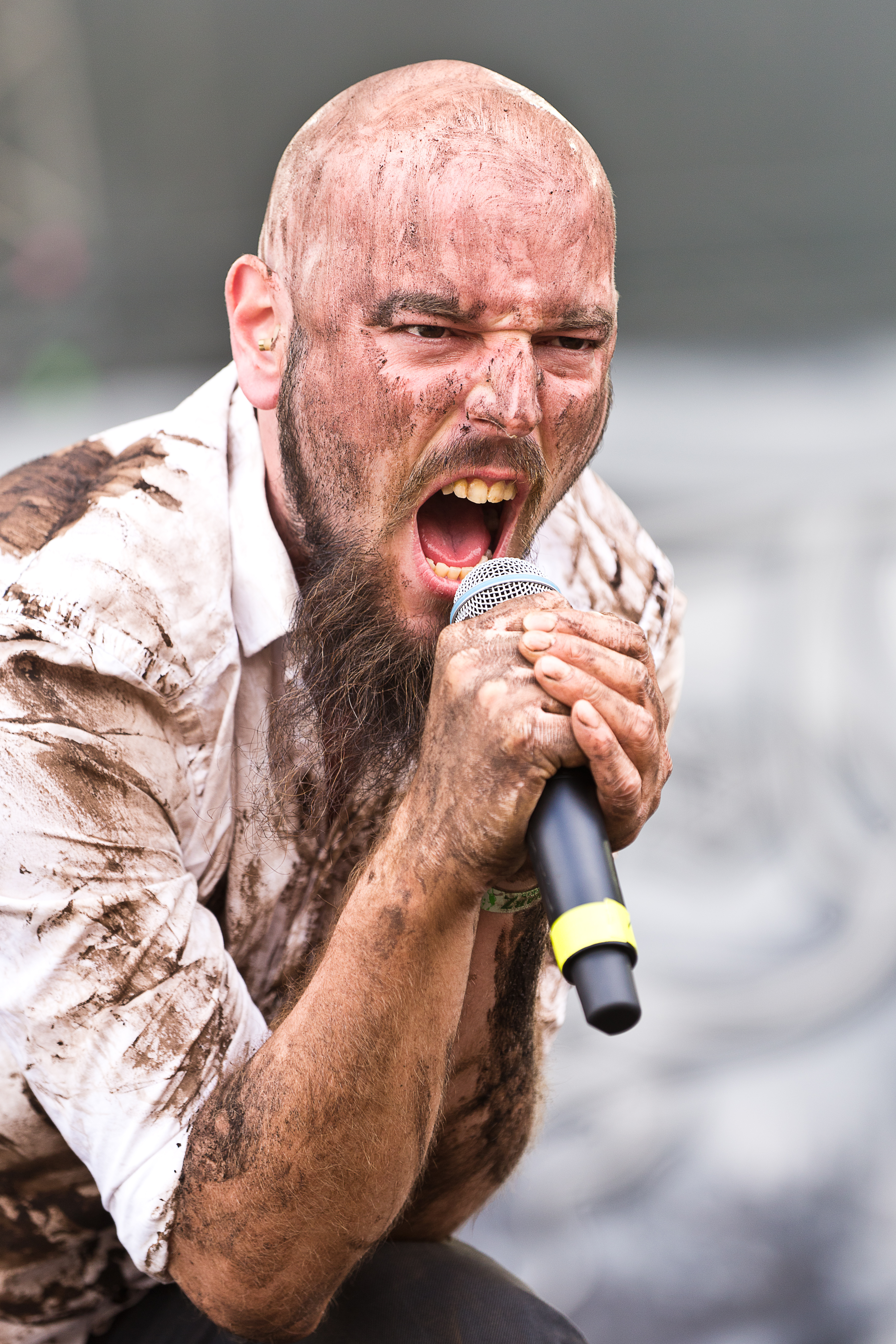
Oliver Berlin au Rockharz de 2015.

Le groupe est formé à la fin de 2004. Leur première démo/EP, intitulée Wiege der Finsternis, fait usage d'une boite à rythmes à défaut d'avoir un batteur. L'EP est auto-produit par Finsterforst et publié le 30 mars 2006. La démo fait participer Sevan Kirder, ancien membre du groupe de folk metal suisse Eluveitie.
En 2007 sort leur premier album studio, Weltenkraft, au label Worldchaos Production. Ils se séparent de ce label et publient l'album ... zum Tode hin au label Einheit Produktionen en 2009. En 2010 sort l'EP Urwerk. À la fin de 2009, le groupe se sépare du chanteur Marco Schomas. À la fin d'avril 2010, il est remplacé par Oliver Berlin.
En 2012, Finsterforst signe un contrat avec le label Napalm Records. En novembre 2012, le groupe publie son troisième album, Rastlos, qu iest classé à plusieurs reprises « album du mois »,,. En 2013, ils participent au Wacken Open Air, puis part en 2014 en tournée avec Trollfest et Cryptic Forest.
En janvier 2015, le groupe sort son cinquième album, Mach Dich Frei. En novembre 2015, le groupe annonce sur Facebook que l'accordéoniste Johannes Joseph ne participera pas à leurs prochains concerts, et qu'il ne sera que membre en studio.
En août 2019 sort l'album Zerfall. 
En février 2020, Finsterforst se produisent en Seine-et-Marne au Cernunnos Pagan Fest.

## Membres

### Membres actuels
- Johannes Joseph - accordéon, chant clair, chœurs (depuis 2005)
- Oliver Berlin - chant (depuis 2010)
- Tobias Weinreich - guitare basse (depuis 2004)
- Cornelius « Wombo » Heck - batterie, chœurs (depuis 2006)
- Sebastian « AlleyJazz » Scherrer - claviers (depuis 2004)
- David Schuldis - guitare rythmique (depuis 2005)
- Simon Schillinger - guitare solo, guitare rythmique, guitare acoustique, chœurs (depuis 2004)
- Peter Hamm - guitare live (depuis 2008)

### Anciens membres
- Marco Schomas - chant, guitare acoustique (2004–2009)
- Stephan Stahl - guitare rythmique live (2008)

## Discographie
- 2005 : Wiege der Finsternis (EP)
- 2007 : Weltenkraft
- 2009 : ...zum Tode hin
- 2010 : Urwerk (compilation)
- 2012 : Rastlos
- 2015 : Mach Dich Frei
- 2016 : #YOLO
- 2019 : Zerfall
- 2023 : Jenseits